# Formuepleje
|  | For det private firma med samme navn, se Formuepleje A/S |
Formuepleje er en investeringsrådgivningsdisciplin, der omfatter finansiel planlægning, porteføljepleje og en række finansielle tjenesteydelser.
Ordet formuepleje er ikke optaget i retskrivningsrodbogen og således officielt optaget i det danske sprog. Men ordet er optaget i ordbogen Nye Ord med forklaringen "arbejde med formue så den vokser"
Ordet formuepleje optrådte ifølge Infomedia første gang på skrift i Politiken i 1980.